# Bad Boa's
Bad Boa's is een Nederlandse komische actiefilm uit 2025 geregisseerd door Gonzalo Fernandez Carmona. De film ging op 11 juli 2025 in première op streamingdienst Netflix.

## Verhaal
De film volgt de toegewijde boa Ramon, die zijn Rotterdamse buurt met liefde probeert veiliger te maken. Als Ramon onverwachts gekoppeld wordt aan de roekeloze ex-rechercheur Jack, die naar de boa's is overgeplaatst, moeten de twee tegenpolen proberen samen te werken. 
Later komen ze erachter dat ze meer overeenkomsten hebben dan gedacht, waaronder het verlies van een dierbare door moord. Hierop besluiten Ramon en Jack een zoektocht op te zetten naar de dader.

## Rolverdeling
| acteur               | personage             |
| -------------------- | --------------------- |
| Jandino Asporaat     | Ramon                 |
| Werner Kolf          | Jack                  |
| Florence Vos Weeda   | Dilan                 |
| Ferdi Stofmeel       | Bruno                 |
| Ergun Simsek         | Shakir                |
| Juliette van Ardenne | Brenda                |
| Stephanie van Eer    | Charly                |
| Rian Gerritsen       | Janet                 |
| Romana Vrede         | Daphne de Koning      |
| Teun Kuilboer        | Guido                 |
| Victoria Koblenko    | Lizzy                 |
| Daniël Kolf          | Juan                  |
| Yannick Jozefzoon    | Kevin                 |
| Mark Rietman         | Richard van der Vloed |
| Nazmiye Oral         | Yasmina Bukhari       |
| Steef Cuijpers       | Smits                 |
| Boyd Grund           | Nico                  |
| Phi Nguyen           | Snoopy                |
| Sergio Hasselbaink   | Egilio                |
| Murth Mossel         | Wilfred               |
| Marjan Luif          | mevrouw Verkaik       |
| Richard Groenendijk  | sandwich-kar eigenaar |

## Achtergrond
De film werd geregisseerd door Gonzalo Fernandez Carmona en geproduceerd door Maarten Swart en Kenneth Asporaat. Asporaat was daarnaast samen met Thomas van der Ree en Joost Reijmers verantwoordelijk voor het schrijven van het scenario van de film. De opnames van de film gingen in juli 2024 van start in Rotterdam. Hoofdrollen in de film waren weggelegd voor onder anderen Jandino Asporaat, Werner Kolf, Florence Vos Weeda, Ferdi Stofmeel, Ergun Simsek en Juliette van Ardenne.

## Release en ontvangst
Op 12 juni 2025 werd de eerste trailer van de film uitgebracht. Bad Boa's ging vervolgens op 11 juli 2025 wereldwijd in première op streamingdienst Netflix. Internationaal werd de film onder de titel Almost Cops uitgebracht. De film werd in zijn eerste week op Netflix ruim tien miljoen keer bekeken en behaalde de tweede positie van de best bekeken niet-Engelse film op de streamingdienst.